# Temporada 1968-69 de los New York Knicks
La temporada 1968-69 fue la vigésimo tercera de los New York Knicks en la NBA. La temporada regular acabó con 54 victorias y 28 derrotas, ocupando el tercer puesto de la división, clasificándose para los playoffs, en los que cayeron en las finales de división ante Boston Celtics.

## Elecciones en elDraft
| Ronda | Puesto | Jugador       | Posición       | Nacionalidad   | Universidad   |
| ----- | ------ | ------------- | -------------- | -------------- | ------------- |
| 1     | 10     | Bill Hosket   | Ala-PívotPívot | Estados Unidos | Ohio State    |
| 3     | 30     | Don May       | Alero          | Estados Unidos | Dayton        |
| 17    | 202    | Milt Williams | Base           | Estados Unidos | Lincoln (MO)* |

## Temporada regular
| División Este        | División Este | División Este | División Este | División Este | División Este | División Este | División Este | División Este |
| Equipo               | G             | P             | %             | PD            | Casa          | Fuera         | Neutral       | Div           |
| -------------------- | ------------- | ------------- | ------------- | ------------- | ------------- | ------------- | ------------- | ------------- |
| x-Baltimore Bullets  | 57            | 25            | .695          | –             | 29–9          | 24–15         | 4–1           | 26–14         |
| x-Philadelphia 76ers | 55            | 27            | .671          | 2             | 26–8          | 24–16         | 5–3           | 23–17         |
| x-New York Knicks    | 54            | 28            | .659          | 3             | 30–7          | 19–20         | 5–1           | 26–14         |
| x-Boston Celtics     | 48            | 34            | .585          | 9             | 24–12         | 21–19         | 3–3           | 23–17         |
| Cincinnati Royals    | 41            | 41            | .500          | 16            | 15-13         | 16–21         | 10–7          | 20–20         |
| Detroit Pistons      | 32            | 50            | .390          | 25            | 21–17         | 7–30          | 4–3           | 13–27         |
| Milwaukee Bucks      | 27            | 55            | .329          | 30            | 15–19         | 8–27          | 4–9           | 7–29          |

## Playoffs

### Semifinales de División
Baltimore Bullets vs. New York Knicks 
| Fecha       | Partido                                    | Ciudad     |
| ----------- | ------------------------------------------ | ---------- |
| 27 de marzo | Baltimore Bullets 101, New York Knicks 113 | Baltimore  |
| 29 de marzo | New York Knicks 107, Baltimore Bullets 91  | Nueva York |
| 30 de marzo | Baltimore Bullets 116, New York Knicks 119 | Baltimore  |
| 2 de abril  | New York Knicks 115, Baltimore Bullets 108 | Nueva York |
|             | New York Knicks gana las series 4-0        |            |

### Finales de División
Boston Celtics vs. New York Knicks 
| Fecha       | Partido                                 | Ciudad     |
| ----------- | --------------------------------------- | ---------- |
| 6 de abril  | New York Knicks 100, Boston Celtics 108 | Nueva York |
| 9 de abril  | Boston Celtics 112, New York Knicks 97  | Boston     |
| 10 de abril | New York Knicks 101, Boston Celtics 91  | Nueva York |
| 13 de abril | Boston Celtics 97, New York Knicks 96   | Boston     |
| 14 de abril | New York Knicks 112, Boston Celtics 104 | Nueva York |
| 18 de abril | Boston Celtics 106, New York Knicks 105 | Boston     |
|             | Boston Celtics gana las series 4-2      |            |

## Estadísticas
| Rk | Jugador          | Edad | P  | PT | MP   | TC  | TCI  | %TC  | TL  | TLI | %TL  | RB   | AS  | FP  | PTS  |
| -- | ---------------- | ---- | -- | -- | ---- | --- | ---- | ---- | --- | --- | ---- | ---- | --- | --- | ---- |
| 1  | Dave DeBusschere | 28   | 47 |    | 39.4 | 6.7 | 15.3 | .442 | 2.9 | 4.2 | .682 | 11.4 | 2.7 | 3.8 | 16.4 |
| 2  | Willis Reed      | 26   | 82 |    | 37.9 | 8.6 | 16.5 | .521 | 4.0 | 5.3 | .747 | 14.5 | 2.3 | 3.8 | 21.1 |
| 3  | Walt Frazier     | 23   | 80 |    | 36.9 | 6.6 | 13.2 | .505 | 4.3 | 5.7 | .746 | 6.2  | 7.9 | 3.1 | 17.5 |
| 4  | Dick Barnett     | 32   | 82 |    | 36.0 | 6.9 | 14.9 | .463 | 3.8 | 4.9 | .774 | 3.1  | 3.5 | 2.9 | 17.6 |
| 5  | Cazzie Russell   | 24   | 50 |    | 32.9 | 7.2 | 16.1 | .450 | 3.8 | 4.8 | .796 | 4.2  | 2.3 | 2.8 | 18.3 |
| 6  | Walt Bellamy     | 29   | 35 |    | 32.5 | 5.8 | 11.5 | .507 | 3.6 | 5.8 | .619 | 11.0 | 2.2 | 3.5 | 15.2 |
| 7  | Bill Bradley     | 25   | 82 |    | 29.4 | 5.0 | 11.6 | .429 | 2.5 | 3.1 | .814 | 4.3  | 3.7 | 3.6 | 12.4 |
| 8  | Howard Komives   | 27   | 32 |    | 26.1 | 3.3 | 9.7  | .346 | 2.3 | 2.7 | .849 | 3.0  | 4.3 | 3.0 | 9.0  |
| 9  | Phil Jackson     | 23   | 47 |    | 19.7 | 2.7 | 6.3  | .429 | 1.7 | 2.5 | .672 | 5.2  | 0.9 | 3.6 | 7.1  |
| 10 | Don May          | 23   | 48 |    | 11.7 | 1.7 | 4.6  | .363 | 0.9 | 1.2 | .724 | 2.4  | 0.7 | 1.3 | 4.3  |
| 11 | Nate Bowman      | 25   | 67 |    | 9.1  | 1.2 | 3.4  | .363 | 0.4 | 0.9 | .475 | 3.3  | 0.8 | 2.1 | 2.9  |
| 12 | Mike Riordan     | 23   | 54 |    | 7.4  | 0.9 | 2.7  | .340 | 0.5 | 0.8 | .667 | 1.1  | 0.9 | 1.7 | 2.3  |
| 13 | Bill Hosket      | 22   | 50 |    | 7.0  | 1.1 | 2.5  | .431 | 0.5 | 0.8 | .571 | 1.9  | 0.4 | 1.5 | 2.6  |

## Galardones y récords
| Jugador          | Galardón                                                        |
| Willis Reed      | 2.º mejor quinteto de la NBA All-Star                           |
| Dave DeBusschere | 2.º mejor quinteto de la NBA Mejor quinteto defensivo de la NBA |
| Walt Frazier     | Mejor quinteto defensivo de la NBA                              |